# André Provana de Leyni
Pour les articles homonymes, voir Provana.
André Provana de Leyni (en italien : Andrea Provana di Leynì), né vers 1520 à Leinì (Piémont) et mort le 29 mai 1592 à Nice (comté de Nice), est un homme d'État et chef militaire des États de Savoie. Il fut capitaine général des galères du duc de Savoie, et conseiller et diplomate pour le compte d'Emmanuel-Philibert, puis pour celui de Charles-Emmanuel Ier. Il est l'une des figures les plus importantes de la restauration des États de Savoie au XVIe siècle après leur occupation par François Ier. 
Il porte les titres de seigneur de Leyni, de comte de Frossasco et d'Alpignano, de comte de Castellata, de comte de Balangero, de chevalier de l'ordre suprême de la Très Sainte Annonciade et de grand-amiral de l'ordre des Saints-Maurice-et-Lazare.

## Biographie

### Origines et débuts dans l'armée
Né vers 1511 dans une famille d'ancienne noblesse piémontaise, les Provana (it), il est le fils aîné de Jacques Provana de Leyni et d'Anne Grimaldi de Beuil. Il reçoit une éducation militaire jusqu'à atteindre un grade supérieur dans l'armée. Il est alors envoyé en Allemagne combattre les protestants aux côtés de son prince, Emmanuel-Philibert, lequel sert dans les armées de l'empereur Charles Quint. Il participe aux batailles de Muehlberg (1547), d'Hesdin (1553) et de Bapaume (1553) au cours de laquelle il se fait remarquer pour son courage. Cette dernière ville, qui marque l'entrée dans les Flandres, possessions de Charles Quint, se trouve sous la menace de l'armée royale française avec à sa tête Anne de Montmorency, le connétable de France. Emmanuel-Philibert, qui dirige alors les troupes impériales, doit transmettre des instructions de la plus haute importance au gouverneur de cette place mais personne n'ose se dévouer pour effectuer la communication. André Provana décide de s'en charger : il s'habille en officier français, parvient, à la faveur des attaques, à traverser le camp ennemi, puis réussit à ressortir avec l'aide des assiégés qui menaient des sorties vigoureuses. D'après Jean Frézet, la ville fut préservée grâce à l'audace de Provana.

### Commandement de la flotte savoyarde
Par la suite, Emmanuel-Philibert l'envoie en son nom visiter et encourager les villes qui lui restaient de ses anciens États de Savoie, lesquels lui avaient été dépouillés par le roi de France François Ier. Il arrive à Nice juste à point pour empêcher une attaque surprise de l'armée française. Afin de renforcer le système défensif de la frontière maritime des États de Savoie, il est chargé par Emmanuel-Philibert de remanier profondément le château de Nice en une citadelle bastionnée, et de faire construire le fort du mont Alban,, lequel est terminé en 1560. La trêve de Vaucelles (1556) et la victoire à la bataille de Saint-Quentin (1557) permettent également au duc d'ordonner à André Provana la fortification de Villefranche, avec l'édification de la citadelle Saint-Elme (achevée en 1557), et la création d'une marine savoyarde, afin d'empêcher les coups de main des Français et les descentes des corsaires. Mais en 1558, le roi de France Henri II aidé par la flotte turque, tente de s'emparer de Nice ce qui retarde les travaux. 
Après les traités du Cateau-Cambrésis, André Provana de Leyni s'emploie corps et âme à la mission qui lui a été confiée. Capitaine général des galères ducales depuis 1553, il prépare en peu de temps une petite flotte et réussit à rendre presque sûres les côtes des États de Savoie et à en faire connaître au loin le drapeau. La politique navale suivie permet de disposer d'un certain nombre de galères armées sans pour autant les équiper d'un armement trop important qui aurait été coûteux. En 1560, André Provana a sous ses ordres une dizaine de navires et malgré ce faible nombre, sa flotte est d'une remarquable d'efficacité. D'après E. Armstrong, elle est ainsi plus rapide que celle de Gênes et son équipage mieux nourri et mieux traité. Selon certains historiens, l'action d'André Provana constitue la véritable origine de la marine piémontaise, laquelle donnera plus tard naissance à la marine italienne. En 1563, deux seigneurs piémontais ayant été surpris dans une promenade en mer par des corsaires turcs, le duc de Savoie se trouve obligé de les racheter ; mais pour venger cette injure il ordonne à Provana d'aller user de représailles dans l'archipel de Venise. L'amiral s'en acquitte avec beaucoup de zèle, ce qui suscite alors les plaintes du gouvernement de Venise, lequel, prétendant avoir été lésé dans ses intérêts, demande et obtient une indemnité en faveur de quelques-uns de ses sujets. 
Revenu à Nice, Provana est chargé de conduire en Espagne les archiducs Rodolphe et Ernest, fils de Maximilien et petit-fils de l'empereur Ferdinand Ier, qui traversent le Piémont en 1564 pour rendre visite à leur oncle, le roi d'Espagne Philippe II. Celui-ci, ayant appris le débarquement des princes, demande le concours des galères ducales pour une expédition sur l'île de Peñón de Vélez devenue un repaire de barbaresques. André Provana revient alors à Villefranche pour s'armer en guerre, se rend ensuite dans le port de Malaga, où doit se rallier tous les bâtiments composant l'expédition, et contribue puissamment au succès de l'opération. L'année suivante, il prend le commandement de trois galères qui se joignent à la flotte espagnole commandée par le vice-roi de Sicile Garcia Alvarez de Tolède et destinée à secourir Malte alors assiégée par Soliman le Magnifique,. Les galères savoyardes forment l'avant-garde et s'emparent, à la hauteur du promontoire de Pachino, d'un grand bâtiment de Raguse chargé de comestibles pour l'armée turque. Peu de temps après, il reçoit le collier de l'ordre suprême de la Très Sainte Annonciade. L'année suivante il est chargé d'accompagner en Espagne l'archiduc Charles, frère de l'empereur Maximilien.

#### Bataille de Lépante
En 1571, il s'illustre lors de la bataille de Lépante au cours de laquelle il commande les trois galères savoyardes, secondé par son lieutenant Marc-Antoine Galléan, issu de la noblesse niçoise, ainsi que par un représentant de la famille Gubernatis. En juillet 1571, la flotte rejoint au large de Nice les quarante-quatre galères espagnoles, avant de s'engager en octobre de la même année dans la bataille face aux Turcs. Le combat est rude, les navires savoyards se battent pratiquement jusqu'à leur propre destruction, et l'un d'eux soutient pendant quelques heures le choc de deux galères ennemies, perdant presque tout son équipage. André Provana est blessé ; touché à la tête par une arme à feu, il reste évanoui pendant une demi-heure, ce qui ne l'empêche pas de reprendre le commandement aussitôt après. Il n'aurait été sauvé que grâce au morion qu'il porte et qui amortit l'impact. Ces casques avaient été donnés par François Marie II della Rovere, le futur duc d'Urbino, lequel avait demandé à combattre sur la flotte savoyarde et aux côtés de Provana. 
Après la victoire contre les Ottomans, André Provana se retire dans le port de Petalás, puis vogue avec le reste de la flotte chrétienne vers l'île de Corfou où il se rétablit de sa blessure. Il profite de chacune de ses escales pour adresser un rapport au duc de Savoie, qui compte parmi les récits les plus complets sur le déroulement de la bataille de Lépante. Deux lettres ont ainsi été conservées par l'historien Pierre Gioffredo (Storia delle Alpi Marittime). Pour son action dans la bataille, il reçoit de nombreux titres, décorations et honneurs, accompagnés de rentes, comme la grand-croix de l'ordre des Saints-Maurice-et-Lazare. En effet, la part que ses galères avaient eu à la victoire de Lépante décide Emmanuel-Philibert à donner plus de développement à sa marine en la confiant à un ordre religieux et militaire, issu de l'union de l'ordre de Saint-Lazare de Jérusalem et de l'ordre de Saint-Maurice. Provana est, dès l'institution de cet ordre en novembre 1572, créé grand-amiral,,. Pour l'honorer, la ville de Nice lui offre une épée dont le pommeau en or massif est aux armes de la ville.
En 1583, des navires turcs ayant capturé une barque d'Antibes et étant allé s'abriter sur les îles d'Hyères afin de guetter d'autres proies, André Provana accourt avec ses galères, débusque les bâtiments turcs, les oblige au combat à découvert et en capture deux d'entre eux,.

### Diplomate
Ses relations diplomatiques pour persuader les Grimaldi, seigneurs d'Ascros, partisans de la Réforme protestante et rebelles au duc de Savoie, de partir pour l'exil, mettent à jour un des autres côtés de son esprit, et Emmanuel-Philibert se sert de lui dans les négociations qui dès lors commencent à propos du Montferrat. 
Après la bataille de Lépante, abandonnant la mer, il se rend à Turin où le duc le charge de conseiller son fils Charles-Emmanuel Ier. Après avoir contribué à la cession d'Oneille, faite par la famille Doria au duc de Savoie, il accompagne, en 1584, Charles-Emmanuel qui va épouser à Saragosse Catherine-Michelle d'Espagne, fille cadette de Philippe II. En 1591, il se trouve au commandement du fort Demonte dans le Piémont. Mais après l'expédition malheureuse de Provence, son crédit tombe. En effet, une députation avait offert, en 1590, le titre de comte de Provence au duc de Savoie. Provana prend alors une part active à toutes les négociations qu'amène cet événement, et il est chargé au début de 1592 d'aller prendre connaissance des dispositions du roi d'Espagne. Mais n'ayant pas obtenu de résultat satisfaisant, il revient dans le Piémont et convainc Charles-Emmanuel de se rendre lui-même auprès de son beau-père. Le duc de Savoie fait le voyage, accompagné de Pierre Jeannin, envoyé par le duc de Mayenne, d'un ambassadeur du duc de Lorraine, et d'André Provana. Mais les événements prenant militairement en Provence une tournure peu favorable, le duc ne peut rien obtenir de Philippe II et trouve à son retour les affaires plus embrouillées que jamais.

### Mort et postérité
Peu de temps après ce voyage en Espagne, le 29 mai 1592, Provana meurt à Nice. Sa dépouille, d'abord déposée à Villefranche-sur-Mer auprès de son épouse, est par la suite transportée dans la chapelle familiale à Frossasco. Il s'était marié en 1567 avec Catherine Spinola, fille de Francesco et Benedetta di Genova, laquelle était veuve de Carlo di Montebello. Ce mariage l'avait fait devenir comte de Frossasco. Ensemble ils eurent trois enfants : Charles, qui devint gouverneur de Nice, Philibert, et Anne-Françoise qui se maria à Annibal Grimaldi de Bueil. 
L'historien italien Ercole Ricotti, dans son ensemble d'ouvrages Storia della Monarchia Piemontese publié en 1861, explique dans son « rapport Provana » (conservé aux Archives d'État de Turin), que celui-ci « laisse la réputation d'avoir été, avec le recul, en mer et sur terre, l'un des piliers de la monarchie restaurée du Piémont ». Dans Storia delle Alpi Marittime, Pierre Gioffredo écrit : « Le seigneur de Leiny, comte de Fruzzasco, était un homme de beaucoup de jugement, de sagacité et d'expérience, mais il était vers la fin de ses jours universellement haï, parce qu'on croyait qu'il avait poussé le duc au voyage de Provence, source de tant de désastres et de dépenses inutiles. »
Une rue à Nice, qui prolonge la rue de Lépante, est dédiée à sa famille, laquelle compte parmi ses membres de nombreux personnages qui se sont illustrés dans l'histoire de la ville. Son nom est donné à deux sous-marins de la marine royale italienne : le premier, mis en service en 1918 et radié en 1928 puis démoli, et le second, mis en service en 1938 et coulé par un torpilleur français en 1940. La ville piémontaise de Leinì organise en 2011 des festivités en l'honneur du cinq centième anniversaire de la naissance d'André Provana.